# 宮古湾
宮古湾（みやこわん）は岩手県中部の東側にある湾。

## 地勢

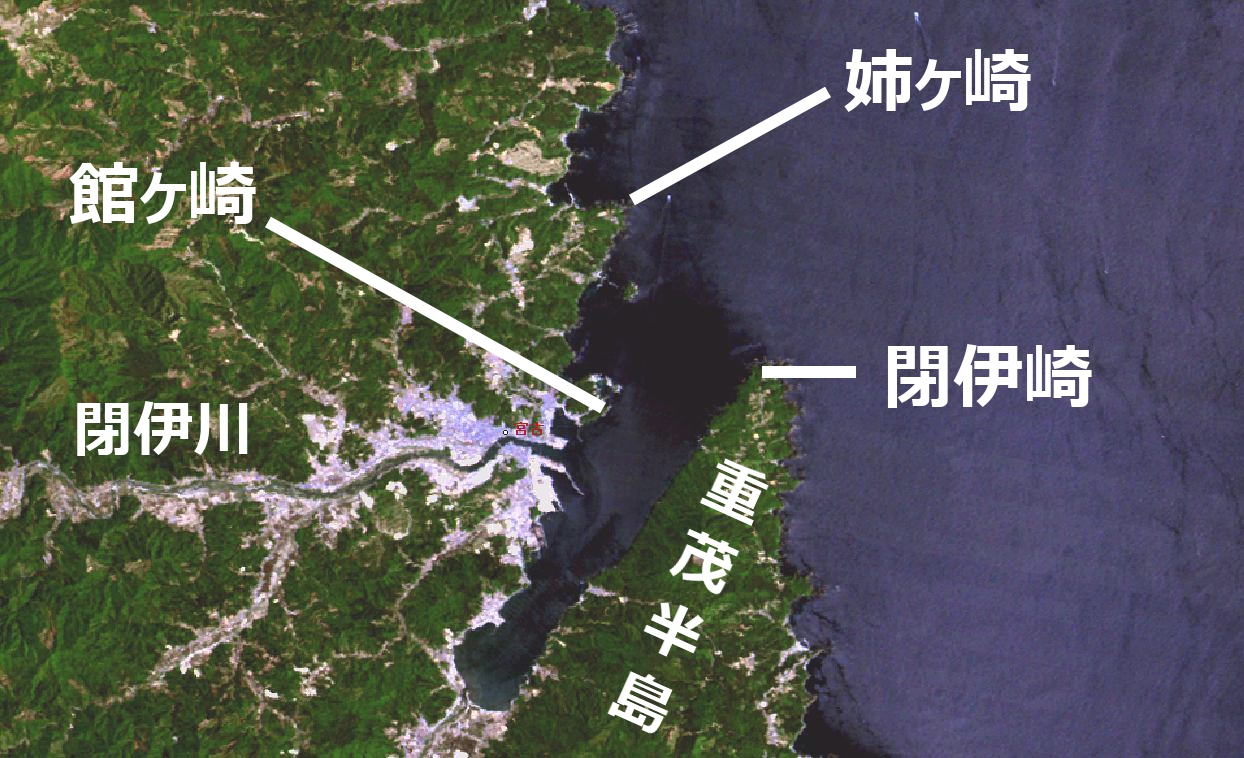
海域を定める岬の位置関係

宮古湾はリアス式海岸の三陸海岸に位置する海域の名称で、南西から北東に細長い湾となって太平洋と接続している。
海域の定義は複数あり、環境省などでは南の重茂半島の先端にある閉伊崎と、北の姉ヶ崎を結ぶ線を湾口としており、湾口の幅は4.8km、面積は約24km2としている。一方、『ブリタニカ国際大百科事典』などでは、閉伊崎と、姉ヶ崎よりも手前にある臼木山（臼木半島）の先端の館ヶ崎を結ぶ海域としており、この場合の湾口は約4kmである。
湾の奥行きは約10kmあり、湾の最奥部で南から津軽石川が流入しているほか、湾の中央西側から閉伊川が注いでいる。
湾内の水深は20mから60m、環境省の定義による広い範囲を含めると最大水深約76mである。海底は湾の奥部が砂になっているほかは泥質である。
湾の西岸には宮古市の市街地が形成され、閉伊川の河口には宮古港がある。その北側の臼木山（臼木半島）には「大沢海岸」によって囲われた小さな湾状の地形があり、浄土ヶ浜と呼ばれる景勝地（国の名勝）になっている。湾の東岸は急峻な山地で、長さ12kmに及ぶ断層がみられる。

## 利用

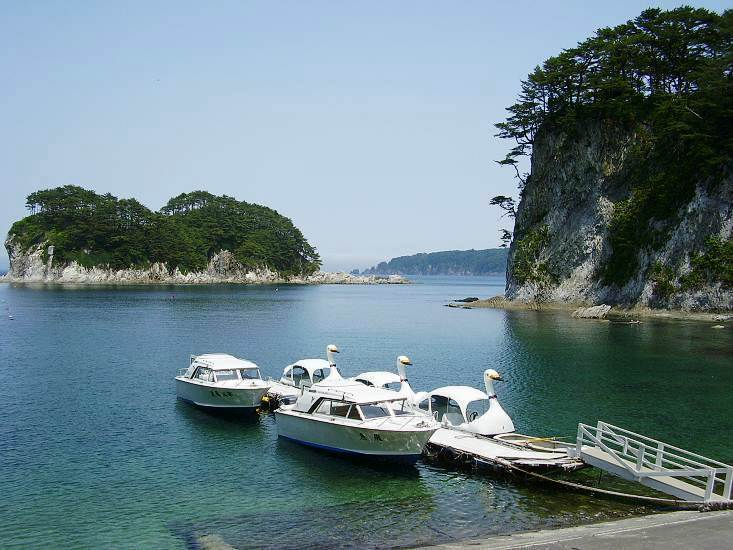
国の名勝になっている浄土ヶ浜

宮古市街地を流れる閉伊川が注いでいるが、水質は良好である。化学的酸素要求量(COD)は概ね1mg/lで推移し、海域A類型の環境基準値2mg/lをクリアしている。

### 水産業
宮古湾の沖合はいわゆる潮目になっており、黒潮と親潮がぶつかる良好な漁場である。冷涼な気候のため、特に夏季は海霧が生じやすい。河口付近で遠浅の砂地になっているのに対し、東の重茂半島側では急峻な岩場や岩礁が発達しており、湾内は多様な環境になっている。また、北上山地を流れてくる閉伊川や津軽石川が上流から運んでくる栄養分によって海藻類や貝類が豊富で、養殖漁業にも適している。
湾岸は藻場に富み、宮古港がある西岸の閉伊川河口付近はアマモ場、東岸の岩崖にはガラモ場が発達している。
宮古港は特にサケの水揚げが多く、本州内では1位（2013年）。タラの水揚げも全国1位（2011年）。養殖業としては、湾内でワカメ、コンブ、ノリ、ホタテ、カキなどの養殖が行われている。アワビは水揚げ量では全国10位程度だが、卸売価格では全国2位（2011年）。このほか栽培漁業としてニシン、クロソイ、ヒラメ、ホシガレイなどの稚魚の上流が行われている。
宮古港は国内に102ヶ所指定されている重要港湾の一つである。港は江戸時代の開港とされ、三陸地方有数の物流拠点として発展してきた。近代以降は鉱工業と木材工業の隆盛によって貨物の取扱が拡大し、1927年（昭和2年）に第二種重要港湾となって国の直轄事業で港湾整備が営まれてきた。1998年（平成10年）には横浜港と結ぶ内航フィーダー船の定期航路が拓かれ、盛岡市と宮古港を結ぶ宮古盛岡横断道路の整備が進められている。
このほか、湾内にはいくつもの漁港がある。最奥部の津軽石川河口には津軽石漁港（第1種漁港）、浄土ヶ浜の付近には蛸の浜漁港（第1種漁港）、湾の入り口にあたる北端の西岸には日出島漁港（第1種漁港）、東岸の重茂半島には中央部に白浜漁港（第1種漁港）、北端近くに浦の沢漁港（第1種漁港）がある。

### レジャー
夏季には湾内でカッターボートやシーカヤックのレース大会や「宮古湾ボート天国」と称するマリンスポーツのイベントが定期的に開催されている。

## 歴史

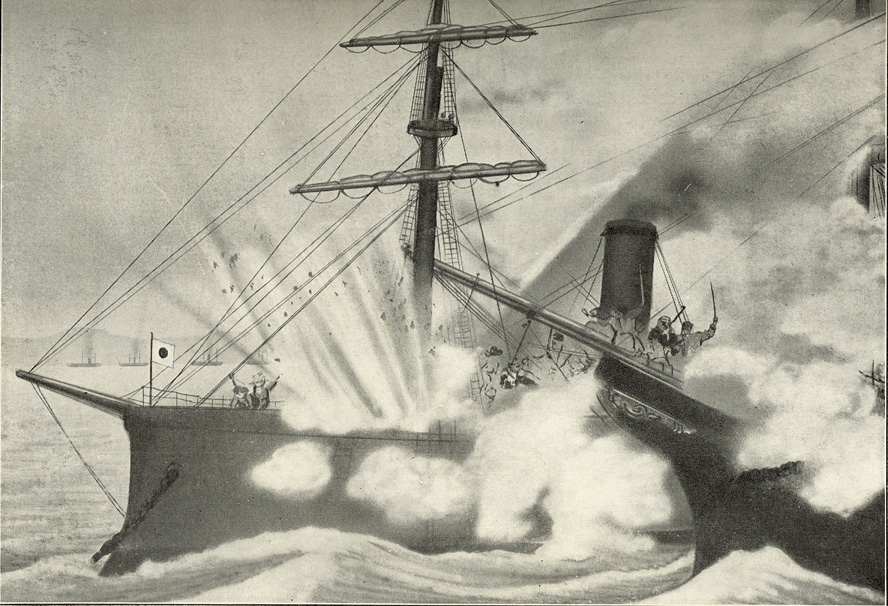
宮古湾海戦での回天丸と甲鉄

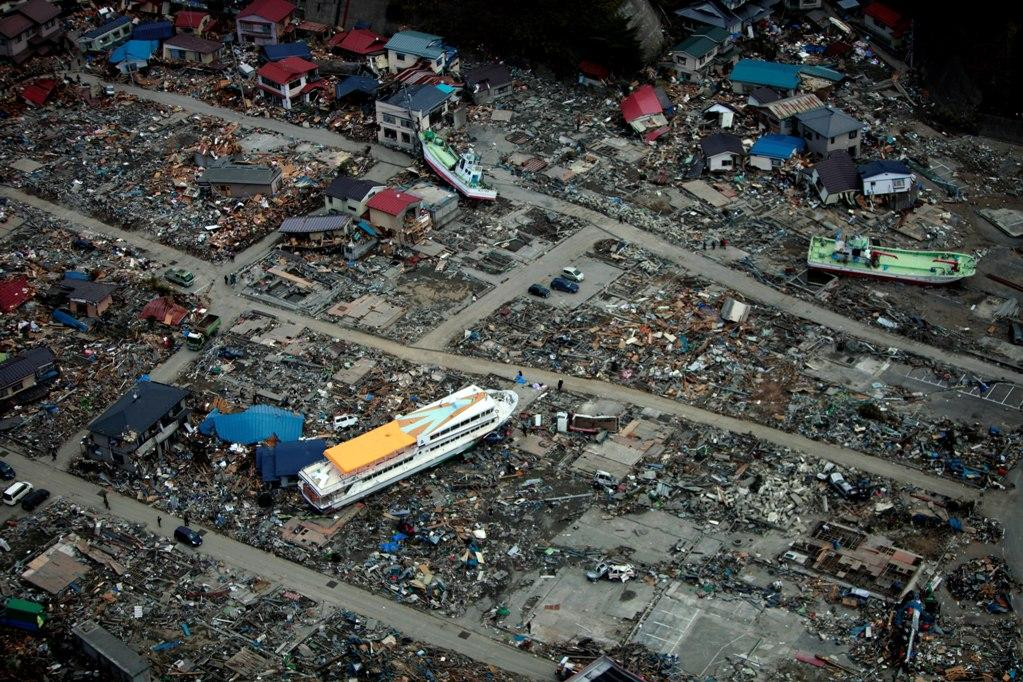
東日本大震災の津波被害を受けた宮古港のある宮古市鍬ヶ崎地区。

湾周辺には様々な遺跡が分布し、古くからヒトの定住があったことを示唆している。歴史の記録が本格化するのは鎌倉時代に閉伊氏が入って以降とされている。閉伊氏以降、宮古を根城とする豪族が一帯を支配したが、戦国期以降は南部氏がこの地域を征し、盛岡藩の下に置かれるようになった。
1611年（慶長16年）の慶長三陸地震では沿岸一帯で深刻な被害を受けた。この年に南部利直によって宮古に代官所が拓かれ、1615年（元和元年）には利直自ら宮古を視察し、宮古を藩港と定めた。宮古ではこの年を宮古港の開港年としており、2015年には開港400年祭を期して様々なイベントが行われた。
江戸時代中期の史料では、さまざまな魚介類や、鰹節、魚油、〆粕、干鰯などの加工品、塩などが産物として記録されており、交易品として他藩へ出荷されていた。なかでもアワビやナマコの乾物は長崎俵物と称する清国向けの輸出品となった。これらの輸送を請け負う廻船問屋によって町は栄え、太平洋岸の那珂湊、銚子や北海道とも結ぶ航路が発達した。
幕末期には外国船の接近に備えて湾岸に台場が整備された。戊辰戦争では、1869年（明治2年）に旧幕府軍の回天丸など3隻と新政府軍の甲鉄など8隻の軍艦による海戦がおきている（宮古湾海戦）。
明治以降は河口付近の埋め立てが進み、宮古港の港湾施設が拡大整備されて三陸地方の代表的な港として発展した。明治中期には東京湾汽船の貨客の定期便が就航して東京と東北地方の運輸を独占的に支配したが、これに対抗して明治末期に地元が設立した三陸汽船が優勢になり、最終的には東京湾汽船が競争に敗れて撤退した。
三陸海岸の宮古以北では海岸段丘が発達しており、港の適地が少ない。宮古以南では大船渡港、気仙沼港、石巻港など、リアス海岸の入江を利用した大きな漁港が点在するが、宮古以北では八戸港・久慈港など、大きな港は限定的だった。リアス海岸では一般に海岸沿いの平地が狭く港湾設備用地に乏しいうえに、三陸地方は大量消費地からも遠かったため、比較的小規模な沿岸漁業や加工向けの漁業が行われてきた。宮古港では埋め立てによって港湾設備を整え、漁獲物の集積地や大型の船舶の寄港能力を確保し、関東方面への鮮魚の出荷を可能としたことで、遠洋漁業・北洋漁業の大規模拠点となっていった。
埋め立てと港湾整備は大正・昭和期も続けられ、1969年（昭和44年）には4万トン級の接岸が可能になった。2011年（平成23年）の東日本大震災では津波による被害で港湾地区は壊滅し、復興が行われている。